# Calluella
Calluella é um gênero de anfíbios da família Microhylidae.
As seguintes espécies são reconhecidas:
- Calluella brooksii (Boulenger, 1904)
- Calluella capsa Das,Min, Hsu, Hertwig & Haas, 2014
- Calluella flava Kiew, 1984
- Calluella guttulata (Blyth, 1856)
- Calluella minuta Das, Yaakob, & Lim, 2004
- Calluella smithi (Barbour & Noble, 1916)
- Calluella volzi (Van Kampen, 1905)
- Calluella yunnanensis Boulenger, 1919